# Team Eurosped 2021-2022
Questa voce raccoglie le informazioni riguardanti il Team Eurosped nelle competizioni ufficiali della stagione 2021-2022.

## Organigramma societario
Area direttiva
- Presidente: Eric Lamsma

Area tecnica
- Primo allenatore: Petra Groenland

## Rosa
| N° | Nome                  | Ruolo | Data di nascita  | Nazionalità sportiva |
| -- | --------------------- | ----- | ---------------- | -------------------- |
| 1  | Noa de Haas           | L     | 30 dicembre 2003 | Paesi Bassi          |
| 3  | Anneclaire ter Brugge | O     | 20 febbraio 2002 | Paesi Bassi          |
| 4  | Evie van Kerkvoorde   | S     | 20 aprile 2001   | Paesi Bassi          |
| 5  | Lisanne Baak          | C     | 25 giugno 1994   | Paesi Bassi          |
| 6  | Wies Bekhuis          | P     | 7 settembre 2001 | Paesi Bassi          |
| 7  | Charlot Vellener      | P     | 30 maggio 2001   | Paesi Bassi          |
| 8  | Lavinia Maiorano      | S     | 10 luglio 2001   | Paesi Bassi          |
| 9  | Eline Geerdink        | C     | 3 maggio 2000    | Paesi Bassi          |
| 10 | Anna Zijl             | O     | 19 febbraio 2002 | Paesi Bassi          |
| 11 | Sarah Knol            | S     | 18 gennaio 2001  | Paesi Bassi          |
| 12 | Laura Roelofs         | S     | 26 gennaio 2005  | Paesi Bassi          |

## Statistiche

### Statistiche di squadra
| Competizione          | Punti | In casa | In casa | In casa | In trasferta | In trasferta | In trasferta | Totale | Totale | Totale |
| Competizione          | Punti | G       | V       | P       | G            | V            | P            | G      | V      | P      |
| --------------------- | ----- | ------- | ------- | ------- | ------------ | ------------ | ------------ | ------ | ------ | ------ |
| Eredivisie            | 18/0  | 12      | 3       | 9       | 14           | 5            | 9            | 26     | 8      | 18     |
| Coppa dei Paesi Bassi | -     | 1       | 0       | 1       | 2            | 2            | 0            | 3      | 2      | 1      |
| Totale                | -     | 13      | 3       | 10      | 16           | 7            | 9            | 29     | 10     | 19     |

Nel computo sono inclusi gli incontri della Pool B, successivamente annullati, contro il Set-Up'65 e il Flamingo's '56.

### Statistiche delle giocatrici
Dati non disponibili.